# نمسیس
نِمِسیس (به یونانی: Νέμεσις) (به انگلیسی: Nemesis) در اساطیر یونان الههٔ نیک و بد، دادگری(عدالت) و تلافی(انتقام)بود. تندیس و پرستشگاه او در روستای رامنوسیا  در شمال آتیک جای گرفته است و به همین علت با نام رامنوسیا (به انگلیسی: Rhamnusia) نیز شناخته می‌شود. او به عنوان دختر زئوس یا اوکئانوس شناخته می‌شود، اما برطبق هزیود او فرزند اربوس و نوکس (شب) بود. او مجازات‌کنندهٔ عاشقان بی‌وفا و قانون‌شکنان و مغروران بود.
نمسیس به مانند یک زن جدی دارای بال، که در دست چپ خود یک شلاق، افسار، شمشیر، شاخه سیب یا یک ترازو دارد.

## کارها و کردارها
علی رغم اینکه ایزدبانویی قابل احترام بود، نمسیس غم و اندوه فراوانی برای افراد فناپذیری همچون نارسیس به بار آورد که یکی از دخترانی که جواب عشقش را از نارسیس نگرفته بود دعا کرد که باشد روزی که این مغرور و خودشیفته، روزی عاشق خودش شود و نمسیس این کار را برعهده گرفت. نارسیس شکارچی زیباروی و گردن فرازی بود که عاشقان خود را خوار می‌شمرد. نمسیس او را کنار آبگیری فریفت و بازتاب خود را در آب مشاهده نمود و عاشق خود شد، بدون آنکه بداند آن بازتاب تنها چیزی شبیه عکس است. نارسیس نمی‌توانست دست از زیبایی خود بردارد و سرانجام در همان حال جان باخت. نمسیس بر آن بود که هیچ کس نباید خیلی خوب باشد، و همیشه آنانی را که با هدایای بسیار مورد احترام قرار می‌گرفتند، نفرین می‌کرد.

## شانس و کیفر
واژهٔ نمسیس در اصل به معنای توزیع‌کننده شانس و اقبال است؛ که این شانس بر اساس شایستگی توزیع می‌گردد. بنابراین، نمسیس به افرادی اشاره دارد که در حق این شایستگی ایجاد اختلال می‌کنند. در تراژدی‌های یونان نمسیس به‌طور عمده خونخواه جرم و تنبیه‌کنندهٔ گستاخی به نظر می‌رسد و همدست آته و ارینی‌ها می‌باشد.
او گاهی با آدراستیا قیاس می‌شود که به معنای فردی است که راه گریزی از او نمی‌باشد.